# Oleg Ryjenkov
Oleg Ryzhenkov (en biélorusse : Алег Уладзіміравіч Рыжанкоў, Aleg Ouladzimiravitch Ryjenkaw; en russe : Олег Владимирович Рыженков, Oleg Vladimirovitch Ryjenkov) né le 15 décembre 1967 en RSSA de Carélie (Union soviétique), est un biathlète biélorusse notamment trois fois champion du monde dans des épreuves collectives.

## Biographie
Il s'est marié avec une autre biathlète de haut niveau, Nataliya Ryzhenkova. Il se marie plus tard avec la biathlète Delphyne Burlet, avec qui il a un fils comme avec sa première femme. Il divorce de nouveau et se marie une troisième fois.
Le biathlète biélorusse fait ses débuts internationaux en Coupe du monde lors de la saison 1992-1993, juste après l'indépendance de son pays et y monte sur un podium à sa deuxième course, le sprint de Pokljuka. Il gagne un relais à Bad Gastein la saison suivante, puis sa première course individuelle en 1995, à l'occasion du sprint de Ruhpolding. Juste après, aux Championnats du monde d'Antholz, il décroche deux médailles de bronze, sur l'individuel et le relais. Pour son retour sur la Coupe du monde, il gagne le sprint de Lahti, pour finir cinquième du classement général. En 1996, il obtient de moins bons résultats individuels, mais gagne une médaille de bronze en relais et une médaille d'or par équipes aux Championnats du monde. Par contre l'édition 1997 est un succès personnel pour lui, puisqu'il remporte son deuxième titre sur la course par équipes avec Petr Ivashko, Aleksandr Popov et Vadim Sachourine, une médaille de bronze en sprint et une médaille d'argent sur l'individuel. 
Aux Jeux olympiques d'hiver de 1994 et 1998, il se place quatrième du relais. En 1998, il est notamment neuvième de l'individuel, son meilleur résultat dans des Jeux.
En 1999, il signe son troisième succès en Coupe du monde sur l'individuel d'Hochfilzen, puis devient champion du monde de relais.
En 2001, il est vice-champion du monde de relais. Aux Jeux olympiques d'hiver de 2002, il se classe notamment onzième du sprint. En décembre 2002, il renoue avec le podium après plus de trois ans de disette en terminant troisième du sprint d'Östersund. Il est huitième du classement général de la Coupe du monde cet hiver et est médaillé de bronze en relais aux Championnats du monde à Khanty-Mansiïsk.
Il obtient son dernier podium individuel (son treizième) en 2005 au sprint de Khanty-Mansiïsk. En 2006, il participe à ses quatrièmes Jeux olympiques à Turin, puis peu après un titre européen en relais, il prend sa retraite sportive.
Après sa carrière sportive, il devient entraîneur et est responsable notamment de l'équipe biélorusse.

## Palmarès

### Jeux olympiques d'hiver
| Édition \ Épreuve      | Individuel | Sprint | Poursuite                        | Départ en masse                  | Relais |
| ---------------------- | ---------- | ------ | -------------------------------- | -------------------------------- | ------ |
| JO 1994 Lillehammer    | —          | 17e    | Épreuve inexistante à cette date | Épreuve inexistante à cette date | 4e     |
| JO 1998 Nagano         | 9e         | 27e    | Épreuve inexistante à cette date | Épreuve inexistante à cette date | 4e     |
| JO 2002 Salt Lake City | 31e        | 11e    | 21e                              | Épreuve inexistante à cette date | 8e     |
| JO 2006 Turin          | —          | 28e    | 27e                              | —                                | 11e    |

Légende :
- : épreuve inexistante ou non olympique.

### Championnats du monde
| Mondiaux \ Épreuve              | individuel                | Sprint                    | Poursuite                        | Départ en masse                  | Relais                    | Relais mixte                     | Course par équipes               |
| 1993 Borovets                   | -                         | 24e                       | Épreuve inexistante à cette date | Épreuve inexistante à cette date | -                         | Épreuve inexistante à cette date | -                                |
| 1994 Canmore                    | JO Lillehammer            | JO Lillehammer            | Épreuve inexistante à cette date | Épreuve inexistante à cette date | JO Lillehammer            | Épreuve inexistante à cette date | 9e                               |
| 1995 Antholz-Anterselva         | Médaille de bronze, monde | 21e                       | Épreuve inexistante à cette date | Épreuve inexistante à cette date | Médaille de bronze, monde | Épreuve inexistante à cette date | 8e                               |
| 1996 Ruhpolding                 | 50e                       | 38e                       | Épreuve inexistante à cette date | Épreuve inexistante à cette date | Médaille de bronze, monde | Épreuve inexistante à cette date | Médaille d'or, monde             |
| 1997 Osrblie                    | Médaille d'argent, monde  | Médaille de bronze, monde | 6e                               | Épreuve inexistante à cette date | 4e                        | Épreuve inexistante à cette date | Médaille d'or, monde             |
| 1998 Pokljuka Hochfilzen        | JO Nagano                 | JO Nagano                 | 33e                              | Épreuve inexistante à cette date | JO Nagano                 | Épreuve inexistante à cette date | 12e                              |
| 1999 Kontiolahti Oslo           | 11e                       | 9e                        | 10e                              | 23e                              | Médaille d'or, monde      | Épreuve inexistante à cette date | Épreuve inexistante à cette date |
| 2000 Oslo Lahti                 | 17e                       | 20e                       | 36e                              | -                                | 4e                        | Épreuve inexistante à cette date | Épreuve inexistante à cette date |
| 2001 Pokljuka                   | 19e                       | 26e                       | 33e                              | 19e                              | Médaille d'argent, monde  | Épreuve inexistante à cette date | Épreuve inexistante à cette date |
| 2002 Oslo                       | JO Salt Lake City         | JO Salt Lake City         | JO Salt Lake City                | 4e                               | JO Salt Lake City         | Épreuve inexistante à cette date | Épreuve inexistante à cette date |
| 2003 Khanty-Mansiïsk            | 29e                       | 39e                       | 14e                              | 13e                              | Médaille de bronze, monde | Épreuve inexistante à cette date | Épreuve inexistante à cette date |
| 2004 Oberhof                    | 55e                       | 21e                       | 26e                              | 12e                              | 4e                        | Épreuve inexistante à cette date | Épreuve inexistante à cette date |
| 2005 Hochfilzen Khanty-Mansiïsk | 12e                       | 20e                       | 20e                              | 22e                              | 4e                        | 11e                              | Épreuve inexistante à cette date |
| 2006 Pokljuka                   | Jeux olympiques de Turin  | Jeux olympiques de Turin  | Jeux olympiques de Turin         | Jeux olympiques de Turin         | Jeux olympiques de Turin  | 24e                              | Épreuve inexistante à cette date |

Légende :

 : première place, médaille d'or

 : deuxième place, médaille d'argent

 : troisième place, médaille de bronze

 : épreuve inexistante ou absente du programme

— : pas de participation à cette épreuve

### Coupe du monde
- Meilleur classement général : 5e en 1995.
- 13 podiums individuels : 3 victoires, 4 deuxièmes places et 6 troisièmes places (comprend les podiums obtenus aux Championnats du monde).
- 6 victoires en relais.

#### Détail des victoires individuelles
| Saison / Épreuve | Sprint           | Poursuite | individuel | Mass start | Total |
| 1994-1995        | Ruhpolding Lahti |           |            |            | 2     |
| 1998-1999        |                  |           | Hochfilzen |            | 1     |
| Total            | 2                | 0         | 1          | 0          | 3     |

#### Classements annuels
| Année | Classement général final |
| 1994  | 34e                      |
| 1995  | 5e                       |
| 1996  | 30e                      |
| 1997  | 6e                       |
| 1998  | 43e                      |
| 1999  | 14e                      |
| 2000  | 28e                      |
| 2001  | 20e                      |
| 2002  | 19e                      |
| 2003  | 8e                       |
| 2004  | 22e                      |
| 2005  | 25e                      |
| 2006  | 35e                      |

### Championnats d'Europe
- Médaille d'or du relais en 2006.
- Médaille de bronze du relais en 2003.